# Raymond-Alain Thietart
 Raymond Alain Thietart , né à Nice le 14 janvier 1944, est un universitaire français.
Il est l’auteur de huit ouvrages sur la stratégie et le management d'entreprise et de plus de cent articles dans ce même domaine. Ses travaux et enseignements portent principalement sur la théorie des organisations et le management stratégique. 

## Biographie

### Études
Raymond Alain Thietart est diplômé de l’Institut national des sciences appliquées de Lyon (1967), de l’École supérieure des sciences économiques et commerciales (1969) et de l'université Columbia (M. Phil et PhD. 1974)

### Carrière professionnelle
Il est professeur éminent à l’ESSEC Business School (Paris-Singapour) depuis 2007 et un fellow de l’Academy of Management. Il a été dans le passé professeur des universités en Sciences de gestion aux universités de Caen Normandie (1979-1981), de Paris-Ouest-Nanterre-La-Défense (1981-1984, 1985-1988), de Paris-Dauphine (1988-2007), visiting professor à la Sloan School of Management du MIT (1984-1985), professeur affilié à l’European Institute for Advanced Studies in Management (en)(1978-1982).
Raymond Thietart fait partie de la génération des enseignants-chercheurs français en management formée aux États-Unis au début des années 1970 sous l’impulsion de la Fondation nationale pour l'enseignement de la gestion des entreprises (Fnege) et de la Fondation Ford dans le cadre de son programme « European Doctoral Fellows in Management Education ». À son retour des États-Unis, où il est Ford Foundation Fellow et Fullbright scholar, il consacre une part importante de ses activités universitaires à la formation de jeunes chercheurs en sciences de gestion. Il supervise trente-cinq thèses et habilitations à diriger des recherches, coordonne plusieurs groupes de formation doctorale dont celui en « Marketing et Stratégie » de l’université Paris-Dauphine (1988-2007) et le programme de PhD de l’ESSEC (2007-2012), organise séminaires et ateliers de recherche doctorale en France dans le cadre du Centre européen de formation approfondie à la gestion (CEFAG) qu’il dirige de 2001 à 2004, et à Bruxelles, avec Igor Ansoff , au sein de l’European Institute of Advanced Studies in Management (EIASM). Parallèlement à son activité de formation de jeunes chercheurs, son activité scientifique combine organisation, diffusion et création de la connaissance.
Dans le domaine de l’organisation, il siège de 1986 à 1988 au conseil de l'Institute of Management Science (TIMS), devenu depuis Institute for Operations Research and the Management Sciences(INFORMS), l’une des plus importantes associations internationales dans le domaine des sciences de gestion. En 1993, avec Michel Berry et Jean-Claude Thoenig, il participe à la fondation de l’École de Paris du management dont il est l’un des vice-présidents jusqu’en 2000. En 2001, il est élu président de l’Association internationale de management stratégique (AIMS), association qui regroupe les chercheurs francophones en stratégie et management.
Dans le domaine de la diffusion, il a participé, et participe encore activement pour certains d’entre eux, aux comités de rédaction de revues dont Organization Science, où il est Senior Editor de 1994 à 1998, le Strategic Management Journal où il siège depuis sa création en 1980, la Revue française de gestion où il fait partie du conseil de rédaction jusqu’en 2015, Entreprises et Histoire, Long Range Planning, la Revue canadienne des sciences de l’administration, Strategic Organization, M@n@gement, première revue électronique de recherche en management en open access, fondée par Bernard Forgues, Véronique Perret et Sandra Charreire, qu’il aide à développer en 1997 avec William H. Starbuck (en) et Andrew Pettigrew (en) dans le cadre du premier « advisory board », l’International Studies of Management and Organization, Management international, Recherches en sciences de gestion, Cuadernos de Economia y Direccion de la Empresa, Système d’information et management, le Journal of Strategy and Management, Harvard-L’Expansion. Il dirige enfin pendant une dizaine d’années une collection d’ouvrages dédiés à la stratégie et au management chez McGraw-Hill.
Dans le domaine de la création, il contribue à l’étude des systèmes dynamiques complexes (Human Dynamics ,,processus chaotique organisationnel,,,,dynamique stratégique), des formes de stratégies performantes en fonction de leur contexte(cycle de vie,déclin,diversification),des processus de décisions stratégiques (stratégie mixte, rôle du hasard et de l’inévitabilité dans la décision stratégique,,stratégie dynamique interrelationnelle, information stratégique), du management des organisations (management,,, dirigeants,, organisation mutuelle,, management de l’innovation,, externalisation,,, stratégie et structure ,) et des méthodes de recherche ,

## Contributions académiques

### Systèmes dynamiques complexes

#### La dynamique humaine
Thietart propose une modélisation de l’homme dans un contexte de travail. Ses travaux s’inscrivent dans la continuité de ceux du System Dynamics Group du MIT fondé au début des années soixante par Jay W. Forrester. Il s’appuie sur la dynamique des systèmes et utilise le langage Dynamo pour simuler le modèle. Son modèle de l’homme-système est composé de cinq sous-systèmes en interaction. Les sous-systèmes sont :
- le sous-système de motivation
- le sous-système de satisfaction
- le sous-système d’ apprentissage
- le sous-système de décision
- le sous-système de performance (en)

Chacun de ces sous-systèmes est composé de boucles multiples d’action et de rétroaction. La simulation est effectuée dans un contexte de travail où l’homme est soumis à différents types de contrôle. Bien que plus riche et complexe que les représentations antérieures du comportement individuel, l’homme de Thietart demeure néanmoins un homme déterminé, comme le rappelle Jacques Lesourne dans la préface du livre « la dynamique de l’homme au travail »  , publié en 1977. Le livre marque néanmoins une étape importante, bien que critiquée, dans la représentation scientifique de l’homme dans un contexte de travail et, selon Jean-Louis Le Moigne, « enrichit incontestablement notre connaissance du comportement de l’homme dans la société. »

#### L’organisation chaotique
Thietart et Forgues, dans un article fondateur de 1995 , proposent que les organisations soient les organisations sont systèmes dynamiques non linéaires potentiellement chaotiques,.
Au sein de l’organisation-système des forces sont en interaction , :
- des forces de stabilité ou de rétroaction négative, telles que celles qui contribuent au contrôle, à la planification ou à la structure de l’organisation, et des forces d’instabilité ou de rétroaction positive, telles que celles induites par l’initiative individuelle ou l’innovation.

C’est la combinaison de ces forces qui poussent l’organisation vers le chaos. Le chaos n’est pas pris ici dans son sens métaphorique mais dans sa définition mathématique.Le comportement d’apparence désordonnée que l’on observe parfois dans les organisations est en fait induit par des relations simples et déterministes. Ces relations simples sont celles qui peuvent exister, par exemple, entre innovation, qui crée de l’instabilité, et contrôle qui pousse à la stabilité. C’est de la tension entre forces de stabilité et d’instabilité que peut naître le chaos.
En situation de chaos, ,
- la prévision devient alors impossible, sauf pour le très court terme
- la réplication de pratiques réussies dans le passé sont au mieux inefficaces pour le futur

Les forces en jeux sont néanmoins fonctionnelles dans la mesure où celles qui poussent à l’ordre (le contrôle, la planification, la structure) donnent un sens qui favorise l’action. Celles qui poussent au changement (initiatives des managers, innovation, prise de risque) préparent l’organisation à un futur inconnu. Le défi du management réside alors à trouver un juste milieu entre ces forces opposées. Le juste milieu consiste, par exemple, en la mise en œuvre d’approches incrémentales, procédant pas à pas lorsque c’est possible, afin d’améliorer la prévisibilité. Le juste milieu consiste également à laisser l’organisation trouver sa propre voie par une expérimentation porteuse de réponses à un futur inconnu. En somme, comme le dit Karl Weick « faire ce que l’on a toujours fait est nécessaire dans l’adaptation à court terme. Faire ce que l’on n’a jamais fait est nécessaire dans l’adaptation à long terme, et les deux sont nécessaires simultanément  ».

#### La dynamique stratégique
Thietart aborde ici l’une des questions centrales en matière de stratégie, à savoir est-ce que le dirigeant peut agir au moment de son choix. Comme le dit Sun Tzu: « Celui qui sait quand il doit combattre et quand il ne le doit pas sera victorieux ». Le « quand » est crucial dans la mise en œuvre de la stratégie. Mais dans quelles mesures le dirigeant peut-il choisir le temps et en conséquence la dynamique de sa stratégie ? C’est l’objet de l’étude approfondie d’une entreprise surune période de plus de quarante ans qui montre que bien que le « stratège » (l’agent) est en partie à l’origine de la dynamique, et donc du temps, de la stratégie, l’évolution de cette dernière, lorsqu’elle n’est pas due simplement au hasard, est dans une grande mesure auto-organisée et ancrée dans le passé .
Les résultats remettent en cause l’idée selon laquelle l’action stratégique et particulièrement sa temporalité découle du seul choix délibéré du dirigeant. Ils montrent en revanche que l’évolution de la stratégie est le fruit d’une combinaison complexe entre volonté, hasard, déterminisme et auto-organisation apportant une preuve empirique à ses travaux  avec Mark de Rond (en) ,.
À l’exception de périodes de grande stabilité, le stratège exerce peu de contrôle direct sur le moment d’agir. Il peut en revanche choisir le contenu de sa stratégie et la séquence des actions qu’il se propose d’entreprendre. Il peut également par le biais de l’organisation de ses actions avoir une influence sur la dynamique globale de la stratégie. Plus les actions sont organisées, comme c’est possible lorsque le contexte économique est porteur et que l’entreprise exploite ses acquis, et plus la dynamique est stable. A contrario, un manque d’organisation dans les actions, comme lorsque l’entreprise explore un champ nouveau, mène irrémédiablement au désordre. Un degré intermédiaire d’organisation des actions, quant à lui, favorise des phénomènes auto-organisés d’émergence.

### Mouvements Stratégiques

#### Externalisation
Thietart et Jain abordent ici deux thèmes importants :
- la décision de faire ou faire faire[29],[31]
- la dynamique concurrentielle entre entreprises et son impact sur la décision d’externalisation[30]

Dans leur premier thème,,, ils proposent que les capacités stratégiques des entreprises modifient le seuil à partir duquel une décision d’externalisation est prise. Du fait des capacités spécifiques de certaines entreprises, la frontière entre gouvernance par le marché (externalisation) et celle par la hiérarchie (internalisation) est modifiée. Ce faisant, ils combinent la théorie des ressources avec celle de l’économie des coûts de transaction. Dans leur deuxième thème, ils étudient la dynamique concurrentielle entre entreprises et son impact sur les décisions d’externalisation,. Dans une simulation d’entreprises en concurrence, ils montrent que l’externalisation mise en œuvre par une entreprise influence la performance relative des autres entreprises, initiant ce faisant une succession d’externalisations – des cascades – pouvant aller jusqu’aux ressources constituant le cœur même du métier.

#### Innovation
Deux thèmes sont étudiés par Thietart, le premier avec Horwitch,porte sur l’un des défis structurels majeurs auxquels les entreprises de haute technologie sont confrontées, à savoir le degré d’interdépendance au sein et entre domaines d’activités stratégiques.Les débats sur l’opportunité de créer de petites unités entrepreneuriales, autonomes, innovantes font partie d’une préoccupation structurelle plus générale. Portant sur un échantillon de plus de 600 domaines d’activités stratégiques ils étudient les interdépendances en termes d’intégration verticale, de partage des ressources et d’effort de commercialisation sur la performance (part de marché et rentabilité). Ils montrent que cette interdépendance est fonction de l’activité et de l’objectif qui lui est donné. Par exemple, pour les entreprises dont le portefeuille est multiple, plusieurs niveaux d’interdépendances seront requis. Une R&D centralisée, d’une part, sera appropriée pour les activités traditionnelles. D’autre part, une grande autonomie sera mieux adaptée aux activités entrepreneuriales.
Le deuxième thème, avec Xuereb, traite des processus cognitifs, bureaucratiques, stratégiques, organisationnels que les firmes mettent en œuvre pour gérer la complexité et l'incertitude inhérente aux projets d'innovation. Ces processus, selon eux, ont pour objectif de clore un système complexe afin de permettre aux acteurs d'opérer de manière rationnelle. La recherche est fondée sur l'analyse d'une vingtaine de processus d'innovation et de deux cents projets innovants. Les résultats mettent en évidence l’utilisation importante des règles et procédures pour les projets les plus complexes et incertains, bien que cela n’accroissent pas leur performance en termes de résultat. Ceci renforce l’idée que d’autres raisons poussent les managers à opter pour ces actions dont une forme rassurante de ritualisation des pratiques même si ces dernières ne sont pas in fine efficaces.

#### Stratégies et Cycle de Vie
Fondé sur l’idée qu’en fonction de la phase du cycle de vie dans laquelle l’entreprise se trouve, des stratégies adaptées doivent être mises en œuvre n’est pas récente. Toutefois Thietart et Vivas montrent que les travaux antérieurs sont souvent parcellaires et de nature normative. Pour y remédier, ils vont évaluer l’efficacité relative de différents types de stratégies, pour plus de 1 100 activités en fonction de la phase du cycle (croissance, maturité, déclin) où elles se trouvent. Ils corroborent l’idée selon laquelle une bonne cohérence entre capacité interne et contexte concurrentiel est nécessaire pour atteindre le succès,.
Revenant sur une phase spécifique du cycle de vie : le déclin, ils montrent que ce dernier n’est pas inéluctable, . Il est même possible en situation de déclin de continuer à créer de la valeur. Il montre que les stratégies de gestion du déclin et de revitalisation sont fonction de l’objectif poursuivi (croissance ou profit) et de la nécessaire adéquation entre positionnement stratégique positionnement stratégique et environnement concurrentiel.Il souligne que le désinvestissement classique par réduction d’actifs et contraction de la masse salariale ne sont pas les seules solutions. Les entreprises doivent au contraire s’appuyer sur leurs capacités uniques afin d’adopter un positionnement différenciant qui réponde aux contraintes de leur environnement. Il n’y a là que bonne stratégie !

#### Intelligence Stratégique
Partant du principe que l’information sur l’environnement concurrentiel est cruciale ,, Thietart et Vivas proposent de s’appuyer sur une ressource souvent négligées pour fournir cette information : les vendeurs et commerciaux en contact avec les clients. Ces derniers occupent une position privilégiée entre l’entreprise et son environnement. Toutefois, plus que tout autre élément c’est la rapidité de la communication qui fait la différence entre une occasion ratée et une opportunité saisie. À partir d’un échantillon de vendeurs d’une grande société industrielle, ils font des recommandations qui s’appuient sur la confiance, la formation et la participation afin de mieux utiliser cette ressource souvent inexploitée que sont les vendeurs.

### Management des organisations

#### Management
Thietart donne du management la définition suivante «Un ensemble d’intentions (la planification), transformées en action par une bureaucratie (l’organisation) et des acteurs (l’activation), actions régulées par un système de pilotage (le contrôle)» Il ajoute que « le gestionnaire d'organisation [...] doit mettre en œuvre des moyens techniques, financiers et humains pour accomplir sa tâche et réaliser les objectifs de [l'organisation] ».Pour lui, il y a non pas 5 fonctions comme le voulait Henri Fayol, mais quatre :
- la planification,
- l'organisation,
- l'activation,
- le contrôle

Ces fonctions sont en appui de la stratégie, comme il le montre dans une recherche empirique avec Horovitz portant sur une cinquantaine d’entreprises diversifiées et non diversifiées. Dans leur étude ils mettent en évidence le lien nécessaire entre stratégies de diversification et management (planning, organizing, directing, controlling) pour que ces dernières aient des chances de succès,.

#### Mix stratégique
Thietart suggère que l’élaboration d’une stratégie n’est pas le seul fruit d’une démarche rationnelle, logique et descendante. Cette élaboration est étroitement liée à « l’essence de la décision » mise en évidence par Graham T. Allison. Elle est le produit de plusieurs processus qui interagissent :
- un processus rationnel, certes, tel que celui des démarches classiques de planification.
- un processus organisationnel qui s’appuie sur les moyens, les ressources, les organisations qui sont mobilisés.
- un processus politique fait de jeux d’acteurs poursuivant des objectifs divergents qu’ils doivent négocier.

C’est d’un bon équilibre -un mix- entre ces différents processus que peut résulter une stratégie réaliste,,. Stratégie qui prenne non seulement en compte les forces de marché mais aussi le jeu politique des acteurs et les moyens organisationnels nécessaires à sa mise en œuvre,.

### Méthodes de recherche

#### Approches transversales
Méthodes de Recherche en Management,,, ouvrage de méthodes, est le fruit d’une collaboration entre Thietart, le coordinateur et une vingtaine de ses doctorants, à l’origine, tous devenus depuis professeurs en universités et grandes écoles en France et à l’étranger. Le projet partait de la constatation que faire de la recherche en management ne suivait pas une démarche linéaire mais était fait d’aller-retour entre une intuition, son exploration et sa mise en œuvre. S’appuyant sur l’expertise de chacun, mais dans une démarche collective d’autocritique, l’ouvrage propose de se mettre à la place du lecteur-chercheur confronté à un problème tout en lui apportant les outils méthodologiques dont il peut avoir besoin.

#### Approches historiques
Thietart et Marmonier plaident pour une meilleure interaction entre démarche historique et recherche en gestion."Ils montrent en quoi la rigueur de la méthode historique peut contribuer de manière importante à l’étude des processus de gestion,. Ils suggèrent aussi que l’histoire en tant que mémoire de l’entreprise peut se révéler être une source riche de données pour mieux comprendre son évolution.